# Trifeștii Noi, Cahul
Trifeștii Noi este un sat în cadrul comunei Moscovei, raionul Cahul, Republica Moldova.
Structură etnică
     moldoveni (75,93%)
     ucraineni (2,31%)
     ruși (5,09%)
     găgăuzi (1,39%)
     bulgari (14,58%)
     români (0,46%)
     evrei (0%)
     polonezi (0%)
     țigani (0%)
     alte etnii / nedeclarată (0,24%)
Conform datelor recensământului din 2004, populația localității este de 432 locuitori, dintre care 211 (48,84%) bărbați și 221 (51,16%) femei. Structura etnică a populației în cadrul localității arată astfel:
- moldoveni — 328;
- ucraineni — 10;
- ruși — 22;
- găgăuzi — 6;
- bulgari — 63;
- români — 2;
- altele / nedeclarată — 1.